# シンドラ
『シンドラ』は、2017年6月20日から2024年3月26日まで日本テレビで毎週火曜日 0:59 - 1:29（月曜日深夜）に放送されていた連続ドラマ放送枠。

## 概要
30分ドラマで、日本テレビと一部系列局で放送。一部地域は遅れネット。
当該枠は、すべてジャニーズ事務所（現：SMILE-UP.）所属タレントが主演（後述参照）しているのが大きな特徴である。この形態は、1998年10月 - 2001年6月に放送された『日曜昼ドラマ』枠（11:40 - 12:00）と共通する部分も多い。ただし、『日曜昼ドラマ』枠の主演はデビュー前の『ジャニーズJr.』メンバーであるのに対し、当該枠は殆どデビュー組が主演している点で異なっている。
2024年春の改編にて本枠は3月一杯で終了することを同年3月7日に発表した。3月26日、「先生さようなら」の最終話をもって「シンドラ」が一旦終了し、これにより約6年9か月の歴史に幕を閉じた。

### ネット局
作品によって放送しない系列局もある。このため、日本テレビ系の全国ネット番組で当該枠の作品を紹介する場合には放送時間の表示は一切行わず、代わりに『huluにて配信中』（作品スタート前は『○月○日よりhuluにて配信開始』）のテロップが表示される。

## 放送作品一覧
下記に挙げている作品は、すべてジャニーズ事務所所属タレントの主演かつジェイ・ストームとの共同製作。またジャニーズ事務所所属タレントの出演のみを記載している。
制作プロダクションの記号は以下の通り。
- AX - 日テレアックスオン（AX-ON）
- TM - トータルメディアコミュニケーション
- PS - ピクス
- DB - ダブ
- GP - ギークピクチュアズ ※グループ会社含む
- RB - ロボット
- RE - R.I.S Enterprise
- PL - Pipeline
- CR - オフィスクレッシェンド
- KF - ケイファクトリー
- IZ - 泉放送制作
- FE - ファインエンターテイメント

### 2017年
- 孤食ロボット（6月20日 - 8月22日、AX）主演：有岡大貴・髙木雄也・八乙女光（Hey! Say! JUMP）
- 吾輩の部屋である（9月19日 -11月20日、TM）主演：菊池風磨（Sexy Zone）[3]

### 2018年
- 卒業バカメンタリー（1月23日 - 3月27日、PS）主演：藤井流星・濵田崇裕（ジャニーズWEST）
- ○○な人の末路（4月24日 - 6月26日、TM）主演：横尾渉・宮田俊哉・二階堂高嗣・千賀健永（舞祭組）[4]
- トーキョーエイリアンブラザーズ（7月24日 - 9月25日、DB）主演：伊野尾慧（Hey! Say! JUMP）・戸塚祥太（A.B.C-Z）
- 部活、好きじゃなきゃダメですか?（10月23日 - 12月25日、AX・TM）主演：髙橋海人（King & Prince）・神宮寺勇太（King & Prince）・岩橋玄樹（King & Prince） 出演：森本慎太郎（SixTONES）

### 2019年
- 節約ロック（1月22日 - 3月26日、AX・GP）主演：上田竜也（KAT-TUN） 出演：重岡大毅（ジャニーズWEST）
- 頭にきてもアホとは戦うな!（4月23日 - 6月25日、AX）主演：知念侑李（Hey! Say! JUMP） 出演：桐山照史（ジャニーズWEST）
- 簡単なお仕事です。に応募してみた（7月23日 - 9月24日、PS）主演：岩本照・ラウール・目黒蓮・渡辺翔太（Snow Man）
- ブラック校則（10月15日 - 11月26日、AX）主演：佐藤勝利（Sexy Zone） 出演：髙橋海人（King & Prince）・田中樹（SixTONES）

### 2020年
- やめるときも、すこやかなるときも（1月21日 - 3月24日、TM）主演：藤ヶ谷太輔（Kis-My-Ft2） 出演：五関晃一（A.B.C-Z）
- 正しいロックバンドの作り方（4月21日 - 6月23日、RB）主演：藤井流星・神山智洋（ジャニーズWEST）
- 節約ロック ちょっと特別編（7月21日 - 9月22日、AX・GP）主演：上田竜也（KAT-TUN） 出演：重岡大毅（ジャニーズWEST）
- バベル九朔（10月20日 - 12月22日、DB）主演：菊池風磨（Sexy Zone）[5] 出演：髙地優吾（SixTONES）

### 2021年
- でっけぇ風呂場で待ってます（1月26日 - 4月6日、AX）主演：北山宏光（Kis-My-Ft2）・佐藤勝利（Sexy Zone）[6]
- 探偵☆星鴨（4月27日 - 6月29日、PL）主演：有岡大貴（Hey! Say! JUMP）[7] 出演：千賀健永（Kis-My-Ft2）
- 武士スタント逢坂くん!（7月27日 - 9月28日、GP）主演：濵田崇裕（ジャニーズWEST）[8] 出演：森本慎太郎（SixTONES）
- サムライカアサン（10月12日 - 12月14日、AX）主演：城島茂（TOKIO）[9] 出演：大西風雅（Lil かんさい / 関西ジャニーズJr.）

### 2022年
- 恋の病と野郎組 Season 2（1月25日 - 3月29日、CR）主演：ジャニーズJr.（髙橋優斗・作間龍斗・猪狩蒼弥・中村嶺亜・川崎皇輝・織山尚大・岩﨑大昇・正門良規） 出演：濵田崇裕（ジャニーズWEST）
- 受付のジョー（4月26日 - 6月28日、AX）主演：神宮寺勇太（King & Prince）
- 消しゴムをくれた女子を好きになった。（7月26日 - 9月27日、DB）主演：大橋和也（なにわ男子）出演：藤原丈一郎（なにわ男子）・小島健（Aぇ! group / 関西ジャニーズJr.）
- 束の間の一花（10月18日 - 12月20日、KF）主演：京本大我（SixTONES）出演：佐々木大光（7 MEN 侍 / ジャニーズJr.）

### 2023年
- すきすきワンワン!（1月24日 - 3月28日、CR）主演：岸優太（King & Prince）出演：浮所飛貴（美 少年 / ジャニーズJr.）
- 春は短し恋せよ男子。（4月25日 - 6月27日、AX・RE）主演：岩﨑大昇・那須雄登・藤井直樹・金指一世（美 少年 / ジャニーズJr.）
- 紅さすライフ（7月25日 - 9月26日、AX・IZ）主演：大西流星（なにわ男子）出演：松島聡（Sexy Zone）・深田竜生（少年忍者 / ジャニーズJr.）
- 君が死ぬまであと100日（10月24日 - 12月26日、FE）主演：髙橋優斗（HiHi Jets / ジャニーズJr.）出演：井上瑞稀（HiHi Jets / ジャニーズJr.）

### 2024年
- 先生さようなら（1月23日 - 3月26日、RE）主演：渡辺翔太（Snow Man）出演：中村嶺亜（7 MEN 侍 / ジャニーズJr.）・菅田琳寧（7 MEN 侍 / ジャニーズJr.）・檜山光成（少年忍者 / ジャニーズJr.）

## 最多主演グループ
- 同枠の作品で主演最多は菊池風磨・佐藤勝利（Sexy Zone）、濵田崇裕・藤井流星（WEST.）、有岡大貴（Hey! Say! JUMP）、渡辺翔太（Snow Man）で、本枠終了時点では同枠の作品で2作主演している。

| 順位 | グループ名     | 作品本数 |
| ---- | -------------- | -------- |
| 1位  | Sexy Zone      | 4本      |
| 1位  | Hey! Say! JUMP | 4本      |
| 3位  | WEST.          | 3本      |
| 3位  | Kis-My-Ft2     | 3本      |
| 3位  | King & Prince  | 3本      |
| 6位  | なにわ男子     | 2本      |
| 6位  | Snow Man       | 2本      |
| 6位  | 美 少年        | 2本      |
| 6位  | HiHi Jets      | 2本      |
| 10位 | A.B.C-Z        | 1本      |
| 10位 | KAT-TUN        | 1本      |
| 10位 | TOKIO          | 1本      |
| 10位 | SixTONES       | 1本      |